# Sågslamp
Sågslamp eller Sågslampi är en sjö i Finland. Den ligger i kommunen Kronoby i landskapet Österbotten, i den centrala delen av landet, 400 km norr om huvudstaden Helsingfors. Sågslamp ligger 56 meter över havet. Den ligger vid sjön Teerijärvi. I omgivningarna runt Sågslamp växer i huvudsak blandskog. Arean är 15,3 hektar och strandlinjen är 2,25 kilometer lång. Sjön  ingår i Kronoby å huvudavrinningsområde. 